# زاوية داخلية وزاوية خارجية

الزوايا الداخلية والخارجية للمضلع

في الهندسة الرياضية، تعرف الزاوية الداخلية على أنها زاوية تشكل من ضلعين لمضلع بسيط. للمضلع البسيط زاوية داخلية واحدة عند كل رأس من رؤوس المضلع.
إذا كانت جميع الزوايا الداخلية للمضلع لا يتجاوز قياس كل منها 180 درجة، نقول عن المضلع أنه مضلع محدب.

## مجموع الزوايا الداخلية في مضلع منتظم
لإيجاد مجموع الزوايا الداخلية في مضلع منتظم عدد أضلاعه n بحسب العلاقة:
{\displaystyle (n-2)\times 180^{\circ }\!}
وفي حال مضلع منتظم له 10 أضلاع يكون مجموع الزوايا هو 1440 درجة كالتالي:
{\displaystyle (10-2)\times 180^{\circ }=1440^{\circ }.\!}
وبتقسيم مجموع الزوايا على عدد الأضلاع 10، ينتج لدينا قياس كل زاوية داخلية وهو 144 درجة في هذه الحالة.